# Helianthemum glomeratum

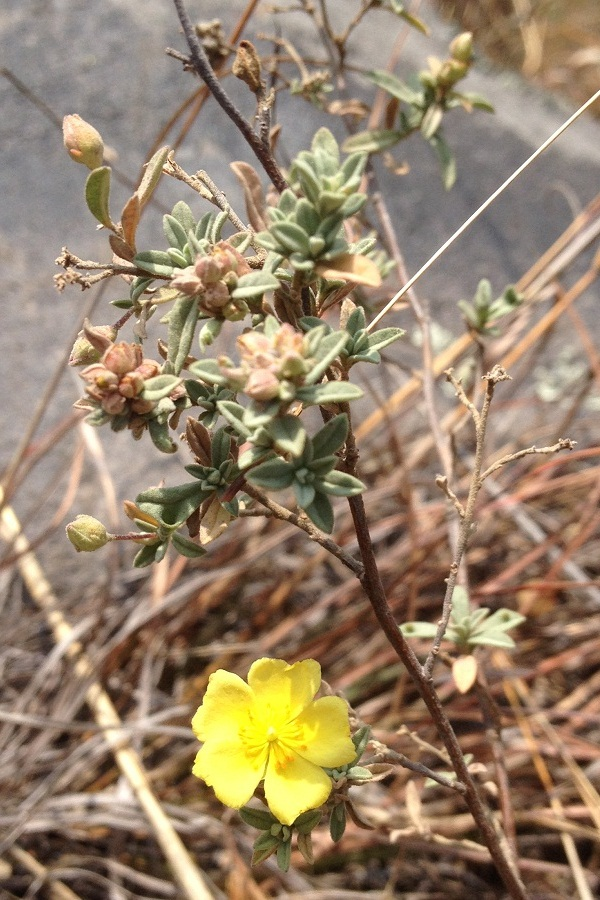
Vista de la planta

Helianthemum glomeratum, conocida comúnmente como damiana, cenicilla o hierba de la gallina, es una planta de la familia de las cistáceas.

## Descripción
Helianthemum glomeratum es una planta perenne, erecta, de 15 a 60 cm de alto. Tiene una raíz leñosa y numerosos tallos que salen de la base y se ramifican en la parte superior. Las pequeñas hojas alternas o aglomeradas, de margen entero y ápice redondeado, dan una apariencia cenicienta por su densa pubescencia. Las flores de cinco pétalos amarillos (o menos frecuentemente blanco-amarillentos) se presentan en conjuntos de 3 a 8.

## Distribución y hábitat
Helianthemum glomeratum se conoce desde Texas y Baja California Sur hasta Guatemala. Se distribuye ampliamente en los cerros y valles del Eje Neovolcánico de México, donde se presenta hasta los 3100 m s. n. m. Es común en lugares perturbados de clima templado a semiárido, como vegetación secundaria de bosques madrenses de pino-encino, y en ocasiones dominando el estrato herbáceo en matorrales xerófilos y pastizales naturales o inducidos.

## Propiedades medicinales
A Helianthemum glomeratum se le atribuyen propiedades medicinales relativas a las enfermedades gastrointestinales. Diversos estudios han corroborado su efectividad en el combate del cólera y la salmonela.

## Taxonomía
Helianthemum glomeratum fue descrita en 1824 por Michel Félix Dunal, atribuida a Mariano Lagasca, en Prodromus Systematis Naturalis Regni Vegetabilis 1: 269.

### Etimología
Helianthemum: del griego helios, "sol"; y anthemos, "florecido": "que florece en el sol", en referencia a que las flores de este género prefieren los lugares soleados
glomeratum: epíteto latino que significa "aglomerado"

### Sinonimia
- Cistus glomeratus Lag. [basónimo]
- Cistus mexicanus Sessé & Moç.
- Crocanthemum glomeratum Janch.
- Halimium glomeratum (Lag.) Grosser
- Helianthemum obcordatum Moç. & Sessé ex Dunal
- Heteromeris glomerata (Lag.) Ponzo
- Heteromeris mexicana Spach [irresoluto]
- Lechea mexicana Spach [irresoluto]
- Taeniostema micranthum Spach [irresoluto]
- Therocistus glomeratus (Willk.) Holub [irresoluto]
- Trichasterophyllum hyssopifolium Willd. ex Link [irresoluto]
- Tuberaria glomerata Willk.
- Xolantha glomerata (Willk.) Gallego, Muñoz Garm. & C.Navarro [irresoluto][4][5]